# Dryocopus
A Dryocopus a madarak (Aves) osztályának harkályalakúak (Piciformes) rendjébe, ezen belül a harkályfélék (Picidae) családjába tartozó nem.
Korábban az amerikai Campephilus-fajokkal rokonították, azonban manapság tudjuk, hogy a két madárnem a harkályok két különböző ágát képviselik.

## Nevük
A Dryocopus taxonnév a görög nyelvből ered: drus = „tölgyfa” és kopos = „vágó”.

## Előfordulásuk
Ez a harkálynem képviselteti magát Észak- és Dél-Amerikában, valamint Európában és Ázsiában is. Egyes dél-amerikai madár veszélyeztetett fajnak számít.

## Megjelenésük
Nagytestű harkályfélék, melyeknek hossza 35-45 centiméter között van. A tollazatuk nagyjából fekete. A fejük tetején nagy vörös tolltaréj ül. Egyes fajoknál a pofa és a nyak fehéren mintázott vagy vörösen foltozott. A különböző fajokon belül, hím, a tojó és a fiatal színezete különböző lehet; azonban sokszor a vörös foltok elhelyezkedése és mérete a megkülönböztetőjel. Röptük erőteljes és egyenes. Hangjuk éles kacagásra emlékeztet; kopácsolásuk messze elhallatszik.

## Életmódjuk
Azokat a területeket választják élőhelyül, ahol nagy, öreg fák találhatók. Egész évben egy helyen maradnak, nem vándorolnak el az évszakok változásával. Az erdős csőrükkel kivájják a rovarlárvákat, főleg a bogarakét. Étrendjüket gyümölcsökkel, bogyókkal és makkokkal, diókkal egészítik ki.

## Szaporodásuk
A nagy, korhadt fák odvaiba fészkelnek. A faodvakat maguk vájják ki, készítik. Gyakran évente újabb odúd készítenek; így a múltévi elhagyottak, más odúban fészkelő madarak otthonai lehetnek.

## Rendszerezés
A nembe az alábbi 6 faj tartozik:
- andamáni feketeharkály (Dryocopus hodgei) (Blyth, 1860)[1]
- fehérhasú harkály (Dryocopus javensis) (Horsfield, 1821)[2]
- csíkos feketeharkály (Dryocopus lineatus) (Linnaeus, 1766)[3]
- fekete harkály (Dryocopus martius) (Linnaeus, 1758)[4] - típusfaj
- kontyos feketeharkály (Dryocopus pileatus) (Linnaeus, 1758)[5]
- Dryocopus schulzi (Cabanis, 1883)[6]

### Fordítás
- Ez a szócikk részben vagy egészben  a   Dryocopus című angol Wikipédia-szócikk ezen változatának fordításán alapul.  Az eredeti cikk szerkesztőit annak laptörténete sorolja fel. Ez a jelzés csupán a megfogalmazás eredetét és a szerzői jogokat jelzi, nem szolgál a cikkben szereplő információk forrásmegjelöléseként.